# واش‌کرستش
واش‌کِرِستِش (به مجاری:  Vaskeresztes) یک سکونتگاه مسکونی در مجارستان است که در واش واقع شده‌است.

## خصوصیات
واش‌کرستش ۹٫۱۲ کیلومترمربع مساحت و ۳۵۱ نفر جمعیت دارد.